# Volta a Limburg (Bèlgica)
|  | Per altres competicions amb el mateix nom, vegeu Volta a Limburg |

La Volta a Limburg (Ronde van Limburg) és una cursa ciclista belga que es disputa a la província de (Limburg). La primera edició es disputà el 1919 i s'ha disputat anualment, amb algunes excepcions. El 2012 va entrar a formar part de l'UCI Europa Tour.

## Palmarès
| Any                               | Vencedor               | Segon                  | Tercer                 |         |
| --------------------------------- | ---------------------- | ---------------------- | ---------------------- | ------- |
| 1919                              | Henri Moerenhout       | Louis Budts            | Edmond van Heyneghem   |         |
| 1920-1932 edicions no realitzades |                        |                        |                        |         |
| 1933                              | Frans Bonduel          | Alfons Deloor          | Maurice Croon          |         |
| 1934                              | Louis Roels            | Odiel Van Eenoghe      | Gustaaf Van Slembrouck |         |
| 1935                              | Frans Van Hassel       | Joseph Huts            | Auguste Van Tricht     |         |
| 1936                              | Michel D'Hooghe        | Marcel Van Schil       | Ernest Planckaert      |         |
| 1937                              | Alfons Schepers        | Joseph Huts            | Mathieu Cardynaels     |         |
| 1938                              | Joseph Huts            | Edward Vissers         | Frans Gahy             |         |
| 1939                              | Frans Spiessens        | Albert 't Jolyn        | Georges Claes          |         |
| 1940 edició no realitzada         |                        |                        |                        |         |
| 1941                              | Albert Dubuisson       | Achiel Buysse          | Georges Claes          |         |
| 1942                              | Gustaaf Van Overloop   | Achiel Buysse          | Eugeen Jacobs          |         |
| 1943                              | Marcel Kint            | Achiel Buysse          | André Declerck         |         |
| 1944                              | Ernest Sterckx         | Sylvain Grysolle       | Edward Van Dyck        |         |
| 1945                              | Eloi Meulenberg        | Leopold Verschueren    | Edward Van Dyck        |         |
| 1946                              | Edward Van Dyck        | Roger Cnockaert        | Edward Peeters         |         |
| 1947                              | Georges Claes          | Maurice Mollin         | Emile Goutier          |         |
| 1948                              | Karel Leysen           | Constant Verschueren   | Leopold Verschueren    |         |
| 1949                              | Rik Van Steenbergen    | Gerard Buyl            | Frans Leenen           |         |
| 1950                              | Jean Bogaerts          | Edward Peeters         | Jacques Dupont         |         |
| 1951                              | Henri Serin            | Lode Anthonis          | Joseph Verhaert        |         |
| 1952                              | Roger De Corte         | Karel De Baere         | Ernest Sterckx         |         |
| 1953                              | Gaston de Wachter      | Frans Loyaerts         | Jozef De Feyter        |         |
| 1954                              | Edward Peeters         | Ludo van der Elst      | Jan Storms             |         |
| 1955                              | Ernest Sterckx         | Charles Vandormael     | Désiré Keteleer        |         |
| 1956                              | Frans Schoubben        | Charles Vandormael     | Jan Van Gompel         |         |
| 1957                              | Willy Vannitsen        | Emile Severeyns        | Jan Huyskens           |         |
| 1958                              | Roger Baens            | Jean Vermaelen         | Guillaume Hendriks     |         |
| 1959                              | Valère Paulissen       | Gerard Vergoossen      | Piet van den Brekel    |         |
| 1960                              | Willy Vannitsen        | Frans Aerenhouts       | Georges Mortiers       |         |
| 1961                              | Martin Van Geneugden   | Willy Schroeders       | Raymond Impanis        |         |
| 1962                              | Peter Post             | Joseph Wouters         | Jozef Verachtert       |         |
| 1963                              | Joseph Wouters         | Jo de Haan             | Ludo Janssens          |         |
| 1964                              | Jos Dewit              | Jozef Verachtert       | Lode Troonbeeckx       |         |
| 1965                              | Georges Van Coningsloo | Reindert De Jongh      | Roger De Coninck       |         |
| 1966                              | Fernand Deferm         | Georges Van Coningsloo | Jean-Baptiste Claes    |         |
| 1967                              | Edward Sels            | Théo Mertens           | Fernand Deferm         |         |
| 1968                              | Leo Duyndam            | Patrick Sercu          | Alfons De Bal          |         |
| 1969                              | Willy Vekemans         | Jos van der Vleuten    | Valere Van Sweevelt    |         |
| 1970                              | Jan van Katwijk        | Georges Van Coningsloo | Raphaël Hooyberghs     |         |
| 1971 edició no realitzada         |                        |                        |                        |         |
| 1972                              | Jozef Abelshausen      | Frans Verbeeck         | Raphaël Hooyberghs     |         |
| 1973                              | Jozef Abelshausen      | Frans Verhaegen        | Jean-Pierre Berckmans  |         |
| 1974                              | Frans Verbeeck         | Roger De Vlaeminck     | Bernard Bourguignon    |         |
| 1975                              | Guido Van Sweevelt     | Cees Priem             | Walter Godefroot       |         |
| 1976                              | Frans Van Looy         | Benny Schepmans        | Willem Peeters         |         |
| 1977                              | Marcel Laurens         | Rik Van Linden         | Benny Schepmans        |         |
| 1978                              | Willem Peeters         | Emiel Gysemans         | Rudy Pevenage          |         |
| 1979                              | Guido Van Sweevelt     | Gerrie Knetemann       | Dirk Heirweg           |         |
| 1980                              | Daniel Willems         | Paul Wellens           | Jos Jacobs             |         |
| 1981                              | Ludwig Wijnants        | Heddie Nieuwdorp       | Leo van Vliet          |         |
| 1982                              | Werner Devos           | Jan Bogaert            | Alfons De Wolf         |         |
| 1983                              | Rudy Matthijs          | Henk Lubberding        | William Tackaert       |         |
| 1984                              | Noël Dejonckheere      | Leo van Vliet          | Benny Van Brabant      |         |
| 1985                              | Eric Vanderaerden      | Ron Snijders           | Jan Bogaert            |         |
| 1986                              | Ad Wijnands            | Peter Hoondert         | Frank Van De Vijver    |         |
| 1987                              | Wim Arras              | Jean-Paul van Poppel   | Willy Engelbrecht      |         |
| 1988                              | Eric Vanderaerden      | Peter Pieters          | Willem Van Eynde       |         |
| 1989                              | Jerry Cooman           | John Vos               | Eric Vanderaerden      |         |
| 1990                              | Eddy Planckaert        | Benny Van Brabant      | Uwe Raab               |         |
| 1991 edició no realitzada         |                        |                        |                        |         |
| 1992                              | Jans Koerts            | Jo Planckaert          | Benny Van Brabant      |         |
| 1993                              | Patrick Van Roosbroeck | Hendrik Redant         | Danny Nelissen         |         |
| 1994                              | Marc Wauters           | Stéphane Hennebert     | Frank Corvers          |         |
| 1995-2011 edicions no realitzades |                        |                        |                        |         |
| 2002                              |                        |                        |                        |         |
| 2012                              | Kevin Claeys           | Rick Zabel             | Klaas Vantornout       |         |
| 2013                              | Olivier Chevalier      | Kevin Claeys           | Huub Duyn              |         |
| 2014                              | Mathieu van der Poel   | Paul Martens           | Greg Henderson         |         |
| 2015                              | Björn Leukemans        | Dimitri Claeys         | Wouter Mol             |         |
| 2016                              | Kenny Dehaes           | Tom Boonen             | Timothy Dupont         |         |
| 2017                              | Wout van Aert          | Dorian Godon           | Gianni Vermeersch      |         |
| 2018                              | Mathieu van der Poel   | Nacer Bouhanni         | Tim Merlier            |         |
| 2019                              | Eduard-Michael Grosu   | Simone Consonni        | Lasse Norman Hansen    |         |
| 2020                              | suspesa                | suspesa                | suspesa                | suspesa |
| 2021                              | Tim Merlier            | Daniel McLay           | John Degenkolb         |         |
| 2022                              | Arnaud De Lie          | Simone Consonni        | Danny van Poppel       |         |
| 2023                              | Gerben Thijssen        | Caleb Ewan             | Stanisław Aniołkowski  |         |
| 2024                              | Dylan Groenewegen      | Maurice Ballerstedt    | Arnaud De Lie          |         |
| 2025                              |                        |                        |                        |         |